# Saraghrar
Le Saraghrar, culminant à 7 340 m, est une montagne du Pakistan et le 4e plus haut sommet de la chaîne de l'Hindou Kouch. 

## Géographie
L'ensemble du massif du Saraghrar est un immense plateau, irrégulier et étiré à une altitude d'environ 7 000 m, situé au-dessus de parois constituées de granite et de glace redressées. 
Le Saraghrar comporte trois sommets : central à 7 340 m, nord à 7 040 m et sud à 7 303 m.

## Premières ascensions
- 1959 : sommet central par une expédition italienne dirigée par Fosco Maraini avec  F. Aletto, G. Castelli, P. Consiglio et C. Pinelli.
- 1968 : ascension du sommet nord (7 040 m) par l'expédition japonnaise de Shiro Yokoama. L'équipe de K. Yamamoto réussit l'ascension du sommet sud (7 303 m).
- 1970 : paroi ouest du Saraghrar par une expédition japonaise.